# مری‌سیتابین
مری‌سیتابین (انگلیسی: Mericitabine) (RG-7128) یک داروی ضد ویروسی و آنالوگ دئوکسی سیتیدین (نوعی آنالوگ نوکلئوزیدی) است. این دارو به‌عنوان درمانی برای هپاتیت ث ساخته شد و به‌عنوان یک مهارکننده RNA پلیمراز NS5B عمل می‌کند، اما در حالی که نمایه ایمنی خوبی در آزمایش‌های بالینی نشان داد، به اندازه کافی برای استفاده به عنوان یک عامل مستقل مؤثر نبود. با این حال نشان داده شده است که مری‌سیتابین اثربخشی سایر داروهای ضد ویروسی را در صورت استفاده در کنار آنها افزایش می‌دهد، و از آنجایی که بیشتر رژیم های درمانی مدرن برای هپاتیت ث از درمان ترکیبی چندین داروی ضد ویروسی استفاده می‌کنند، آزمایش‌های بالینی ادامه داده‌اند تا ببینند آیا می تواند بخشی از یک داروی ضد ویروسی باشد یا خیر.